# نهائي كأس أمم أوقيانوسيا 2004
نهائي كأس أوقيانوسيا للأمم 2004 هي المباراة النهائية من منافسة كأس أوقيانوسيا للأمم 2004، أقيمت المباراة في 2004، بين فريقي منتخب جزر سليمان لكرة القدم، ومنتخب أستراليا لكرة القدم، وفاز فيها منتخب أستراليا لكرة القدم، بعد أن هزم منتخب جزر سليمان لكرة القدم، بنتيجة 1 - 11.

## تفاصيل المباراة
لعبت المباراة النهائية في 2004.
| منتخب جزر سليمان لكرة القدم | 1 -11 | منتخب أستراليا لكرة القدم |
| --------------------------- | ----- | ------------------------- |
|                             |       |                           |